# Psíquicos (Perú)
Psíquicos es un programa de televisión peruano emitido por la cadena Frecuencia Latina. En él, personas con supuestos poderes paranormales deben demostrar sus facultades realizando diversas pruebas para no ser eliminados. Se estrenó el 28 de abril de 2013, con el presentador Carlos Carlín a cargo de la conducción.
Psíquicos es una adaptación y forma parte de la franquicia Psychic Challenge, formato televisivo creado por la compañía angloamericana Zodiak Media Group, que ha sido vendido a más de 15 países.

## Equipo del programa
Fue presentado por Carlos Carlín. El programa tuvo como jurado a Rosa María Cifuentes y Gianella Neyra. Entre los invitados especiales en la temporada estuvieron Cristian Rivero, Ricardo Morán, Fernando Armas, Maricarmen Marín, Úrsula Boza, Renzo Reggiardo, Luisa María Cuculiza y Leyla Chihuán.

## Participantes
| Participante | Participante                                | Situación final               | Estadía      |
| ------------ | ------------------------------------------- | ----------------------------- | ------------ |
|              | Óscar Miranda (Tarotista)                   | Ganador                       | 11 episodios |
|              | Mónica Pozzi-Escot (Psíquica)               | Segundo lugar                 | 11 episodios |
|              | Milagros Albarracín (Psíquica)              | Tercer lugar                  | 11 episodios |
|              | Roberto Granda (Vidente)                    | Finalista eliminado           | 11 episodios |
|              | Muriel Valdivia (Astróloga)                 | Semifinalista eliminada       | 10 episodios |
|              | Elizabeth Verástegui (Parapsicóloga)        | Semifinalista eliminada       | 10 episodios |
|              | Yolanda Hurtado (Vidente)                   | 9.ª eliminada                 | 9 episodios  |
|              | Isis Gallardo (Psíquica)                    | 8.ª eliminada                 | 8 episodios  |
|              | Diego López (Psíquico)                      | 7.° eliminado (1.º eliminado) | 7 episodios  |
|              | Pablo Cesáreo Ávila (Vidente y tabacomante) | 6.° eliminado                 | 6 episodios  |
|              | Topazio (Vidente)                           | 5.ª eliminada                 | 5 episodios  |
|              | Miriazy Yarlequé (Vidente)                  | 4.ª eliminada                 | 4 episodios  |
|              | María Elena Polo (Médium)                   | 3.ª eliminada                 | 3 episodios  |
|              | Carlos Quiroz (Vidente)                     | 2.° eliminado                 | 2 episodios  |

## Tabla estadística
El concursante fue el ganador del episodio.
     El concursante estuvo en riesgo de ser eliminado.
     El concursante es salvado.
     El concursante es eliminado.
     El concursante es eliminado pero retorna a la competencia.
| Óscar       | Ingresa | Ganador | Ganador | Salvado   | Salvado       | Salvado       | Salvado       | Ganador       | Ganador       | Salvado       | Salvado       | Salvado       | Salvado       | Ganador       | Ganador       |               |               |               |               |               |               |               |               |               |               |           |
| Mónica      | Ingresa | Salvada | Salvada | Ganadora  | Salvada       | Salvada       | Ganadora      | Salvada       | Salvada       | Salvada       | Riesgo        | Ganadora      | Salvada       | Salvada       | 2.° Lugar     |               |               |               |               |               |               |               |               |               |               |           |
| Milagros    | Ingresa | Salvada | Salvada | Salvada   | Salvada       | Salvada       | Salvada       | Salvada       | Salvada       | Salvada       | Ganadora      | Salvada       | Salvada       | Salvada       | 3.° Lugar     |               |               |               |               |               |               |               |               |               |               |           |
| Roberto     | Ingresa | Salvado | Salvado | Salvado   | Salvado       | Salvado       | Salvado       | Riesgo        | Salvado       | Riesgo        | Riesgo        | Salvado       | Ganador       | Eliminado     | Finalista     | Finalista     | Finalista     | Finalista     | Finalista     | Finalista     | Finalista     | Finalista     | Finalista     | Finalista     | Finalista     | Finalista |
| Muriel      | Ingresa | Salvada | Salvada | Salvada   | Salvada       | Ganadora      | Salvada       | Salvada       | Salvada       | Ganadora      | Salvada       | Salvada       | Eliminada     | Semifinalista | Semifinalista | Semifinalista | Semifinalista | Semifinalista | Semifinalista | Semifinalista | Semifinalista | Semifinalista | Semifinalista | Semifinalista | Semifinalista |           |
| Elizabeth   | Ingresa | Salvada | Salvada | Salvada   | Salvada       | Salvada       | Salvada       | Salvada       | Salvada       | Salvada       | Salvada       | Eliminada     | Semifinalista | Semifinalista | Semifinalista | Semifinalista | Semifinalista | Semifinalista | Semifinalista | Semifinalista | Semifinalista | Semifinalista | Semifinalista | Semifinalista |               |           |
| Yolanda     | Ingresa | Salvada | Salvada | Salvada   | Ganadora      | Salvada       | Salvada       | Salvada       | Salvada       | Salvada       | Eliminada     | 9.ª Eliminada | 9.ª Eliminada | 9.ª Eliminada | 9.ª Eliminada | 9.ª Eliminada | 9.ª Eliminada | 9.ª Eliminada | 9.ª Eliminada | 9.ª Eliminada | 9.ª Eliminada | 9.ª Eliminada | 9.ª Eliminada |               |               |           |
| Isis        | Ingresa | Salvada | Salvada | Salvada   | Salvada       | Salvada       | Salvada       | Salvada       | Riesgo        | Eliminada     | 8.ª Eliminada | 8.ª Eliminada | 8.ª Eliminada | 8.ª Eliminada | 8.ª Eliminada | 8.ª Eliminada | 8.ª Eliminada | 8.ª Eliminada | 8.ª Eliminada | 8.ª Eliminada | 8.ª Eliminada | 8.ª Eliminada |               |               |               |           |
| Diego       | Ingresa | Regresa | Regresa | Salvado   | Salvado       | Salvado       | Riesgo        | Riesgo        | Eliminado     | 7.° Eliminado | 7.° Eliminado | 7.° Eliminado | 7.° Eliminado | 7.° Eliminado | 7.° Eliminado | 7.° Eliminado | 7.° Eliminado | 7.° Eliminado | 7.° Eliminado | 7.° Eliminado | 7.° Eliminado |               |               |               |               |           |
| Pablo       | Ingresa | Salvado | Salvado | Salvado   | Salvado       | Salvado       | Riesgo        | Eliminado     | 6.° Eliminado | 6.° Eliminado | 6.° Eliminado | 6.° Eliminado | 6.° Eliminado | 6.° Eliminado | 6.° Eliminado | 6.° Eliminado | 6.° Eliminado | 6.° Eliminado | 6.° Eliminado | 6.° Eliminado |               |               |               |               |               |           |
| Topazio     | Ingresa | Salvada | Salvada | Salvada   | Salvada       | Salvada       | Eliminada     | 5.ª Eliminada | 5.ª Eliminada | 5.ª Eliminada | 5.ª Eliminada | 5.ª Eliminada | 5.ª Eliminada | 5.ª Eliminada | 5.ª Eliminada | 5.ª Eliminada | 5.ª Eliminada | 5.ª Eliminada | 5.ª Eliminada |               |               |               |               |               |               |           |
| Miriazy     | Ingresa | Salvada | Salvada | Salvada   | Salvada       | Eliminada     | 4.ª Eliminada | 4.ª Eliminada | 4.ª Eliminada | 4.ª Eliminada | 4.ª Eliminada | 4.ª Eliminada | 4.ª Eliminada | 4.ª Eliminada | 4.ª Eliminada | 4.ª Eliminada | 4.ª Eliminada | 4.ª Eliminada |               |               |               |               |               |               |               |           |
| María Elena | Ingresa | Salvada | Salvada | Salvada   | Eliminada     | 3.ª Eliminada | 3.ª Eliminada | 3.ª Eliminada | 3.ª Eliminada | 3.ª Eliminada | 3.ª Eliminada | 3.ª Eliminada | 3.ª Eliminada | 3.ª Eliminada | 3.ª Eliminada | 3.ª Eliminada | 3.ª Eliminada |               |               |               |               |               |               |               |               |           |
| Carlos      | Ingresa | Salvado | Salvado | Eliminado | 2.° Eliminado | 2.° Eliminado | 2.° Eliminado | 2.° Eliminado | 2.° Eliminado | 2.° Eliminado | 2.° Eliminado | 2.° Eliminado | 2.° Eliminado | 2.° Eliminado | 2.° Eliminado | 2.° Eliminado |               |               |               |               |               |               |               |               |               |           |